# Мигрирующий тромбофлебит
Мигрирующий тромбофлебит - Заболевание, поражение поверхностных вен, при котором тромбоз затихает в одних и появляется в иных участках венозной системы, в частности отделенные друг от друга. Изначально процесс начинается в проекции подкожной вены одной локализации развивается разнохарактерной длины шнуровидное уплотнение. Далее тромбоз продолжает развиваться в других анатомических зонах.
Своё название "Мигрирующий" получил вследствие своей "миграции" на новые области поражения.

## Причины
Причины заболевания неизвестны. Как предполагается, болезнь имеет инфекционную природу.
Мигрирующий тромбофлебит сопутствует аутоиммунным расстройствам и тесно связан с онкологическими заболеваниями.
К сопутствующим заболеваниям относиться: карцинома легких, множественная миелома, болезнь Ходжкина, лейкемия, полицитемия, тромбоцитемия, аллергические заболевания, синдром Бехчета, туберкулез, подагра, тромбофилия и так далее.

## Симптомы
начало заболевание внезапное уплотнения различной длины по ходу поверхностных вен нижних конечностей. неоднозначных размеров. Кожная зона над пораженными областью участками гиперемирована, болезненна и отечна могут наблюдаться покраснения. данные образования поочерёдно возникают на разных венах.
В некоторых случаях может быть незначительное стойкое повышение температуры.

## Диагноз
Диагноз тромбофлебита прежде всего ставят по клиническим проявлениям.
Инструментальные методы: флебография, УЗИ, компьютерная томография.